# Claudio Fuchiwaki
Claudio Fuchiwaki (La Plata, Provincia de Buenos Aires, Argentina, 2 de abril de 1991) es un futbolista argentino nacionalizado brasileño. Juega de defensor lateral derecho se ha iniciando en las inferiores del Defensa y Justicia. Luego de su breve paso por el Club Silvio Pettirossi  de la Tercera División de Paraguay. Su actual equipo es el Club Sportivo Trinidense de la Primera División de Paraguay